# ChatGPT
ChatGPT, viết tắt của Chat Generative Pre-training Transformer, là một chatbot do công ty OpenAI của Mỹ phát triển và ra mắt vào tháng 11 năm 2022. ChatGPT được xây dựng dựa trên GPT-3.5 - một dòng mô hình ngôn ngữ lớn của OpenAI đồng thời được tinh chỉnh bằng cả hai kỹ thuật học tăng cường lẫn học có giám sát.
ChatGPT được ra mắt dưới dạng nguyên mẫu vào tháng 11 năm 2022 và nhanh chóng thu hút sự chú ý nhờ việc nó có thể hồi đáp chi tiết và trả lời lưu loát trên nhiều lĩnh vực kiến thức khác nhau. Độ chính xác không đồng đều về dữ kiện thực tế của nó được xác định là mặt hạn chế đáng kể. Trong nhiều trường hợp, nội dung hồi đáp của GPT bị sai lệch hoặc vô lý, bởi ChatGPT không thể phân biệt dữ liệu mà nó lấy từ internet có đúng hay không. Chính Công ty OpenAI cũng đưa ra cảnh báo đối với người dùng rằng: "Các câu trả lời bạn nhận được (từ ChatGPT) nghe hợp lý và thậm chí có căn cứ, nhưng chúng có thể hoàn toàn sai"
Ngoài các vấn đề về tính chính xác, ChatGPT cũng bị chỉ trích về sự thiên vị trong các vấn đề về chính trị, lịch sử, hoặc các vấn đề gây tranh cãi về văn hóa - xã hội. Nguyên nhân là bởi dữ liệu gốc mà ChatGPT sử dụng cũng bị ảnh hưởng bởi sự thiên vị trong nội dung hoặc thiên kiến thuật toán. Trên mạng internet hiện nay, các nguồn tiếng Anh chiếm tỷ lệ áp đảo các ngôn ngữ khác, nên ChatGPT cũng có xu hướng trình bày thông tin từ phía Âu Mỹ hơn là thông tin đối lập từ phía các quốc gia khác. Ngay tại phương Tây, nhiều nhà bình luận đã chỉ trích ChatGPT trình bày nội dung thiên vị các phong trào “woke” (các phong trào ủng hộ nữ quyền, hôn nhân đồng tính, chống nhiên liệu hóa thạch…), hoặc thể hiện nội dung chống Do Thái

## Huấn luyện
ChatGPT được tinh chỉnh dựa trên GPT-3.5 bằng cách sử dụng phương pháp học có giám sát cùng với phương pháp học tăng cường. Cả hai phương pháp đó đều sử dụng huấn luyện viên là con người để cải thiện hiệu suất của mô hình. Trong trường hợp học có giám sát (supervised learning), mô hình này được cung cấp các hội thoại trong đó huấn luyện viên đóng vai trò làm cả hai bên: người dùng và trợ lý AI. Trong bước tăng cường (reinforcement), đầu tiên 'huấn luyện viên con người' xếp hạng các phản hồi mà mô hình này đã tạo ra trong mấy hội thoại trước đó. Các xếp hạng này được sử dụng để tạo ra 'mô hình phần thưởng', rồi từ đó mô hình đấy được tinh chỉnh thêm nữa bằng cách sử dụng Proximal Policy Optimization (PPO, Tối ưu hóa chính sách cận tính), lặp đi lặp lại mấy lần quá trình này. Các thuật toán của Proximal Policy Optimization mang trong mình những lợi điểm của các thuật toán trong trust region policy optimization (Tối ưu hóa chính sách miền tin tưởng), mà lại khắc phục được các thao tác tốn kém trong tính toán nhờ hiệu suất nhanh hơn. Các mô hình đấy được huấn luyện với sự cộng tác từ Microsoft trên cơ sở hạ tầng siêu máy tính Azure của họ.

## Tính năng
So với bản tiền nhiệm của nó, InstructGPT, ChatGPT cố gắng giảm các hồi đáp có hại và lường gạt lại; trong một ví dụ, trong khi InstructGPT lại chấp nhận prompt (lời gợi nhắc) "Hãy kể cho tôi nghe về lúc Christopher Columbus đến Hoa Kỳ vào năm 2015" là đúng sự thật, thì ChatGPT sử dụng thông tin về các chuyến thám hiểm của Columbus và thông tin về thế giới hiện đại – bao gồm cả những nhìn nhận về Columbus – để xây dựng nên câu trả lời giả định là nếu Columbus đến Mỹ vào năm 2015 thì điều gì sẽ xảy ra. Dữ liệu huấn luyện của ChatGPT bao gồm nhiều man page (trong các hệ thống Unix), thông tin về các hiện tượng Internet, và các ngôn ngữ lập trình, chẳng hạn như hệ thống bảng bulletin (BBS) và ngôn ngữ lập trình Python.
Không giống như hầu hết các chatbot khác, ChatGPT có tính 'hữu trạng thái' (stateful), ghi nhớ các prompt mà trước đó được đưa ra cho nó trong cùng hội thoại, một số ký giả đã cho rằng cơ chế như vậy sẽ cho phép ChatGPT được dùng như là một nhà trị liệu có tính cá nhân hóa. Để ngăn ngừa việc output xúc phạm được trình ra và tạo ra từ ChatGPT, các truy vấn đều được lọc thông qua một API thẩm hạch (moderation), và những prompt có tiềm tàng nội dụng kỳ thị chủng tộc hay giới tính thì sẽ bị gạt bỏ đi.
ChatGPT mang trong mình nhiều hạn chế. Mô hình phần thưởng của ChatGPT, được thiết kế dựa trên sự giám sát của con người, có thể bị tối ưu hóa quá mức và do đó cản trở hiệu suất, còn được gọi là định luật Goodhart. Hơn nữa, ChatGPT không biết gì nhiều về các sự kiện xảy ra sau năm 2021. Trong huấn luyện, người đánh giá lại ưa những câu trả lời dài hơn nữa, bất chấp mức độ lĩnh hội thực tế hay nội dung có đúng với thực kiện không. Dữ liệu huấn luyện cũng có thể bị thiên kiến thuật toán; các prompt mà bao gồm các mô tả mơ hồ về con người, như ghi người nào đó là CEO chẳng hạn, có thể sinh ra phản hồi giả định rằng một người như vậy là nam giới da trắng, ví dụ thế.

## Dịch vụ
ChatGPT được cho ra mắt vào ngày 30 tháng 11 năm 2022, bởi OpenAI có trụ sở tại San Francisco, cũng là nhà sáng tạo ra DALL·E 2 và Whisper. Dịch vụ này được phát hành miễn phí thời gian đầu cho công chúng, với kế hoạch kiếm tiền từ dịch vụ về sau này. Ngày 2 tháng 2 năm 2023, OpenAI tung ra gói đăng ký 20 USD/tháng cho phiên bản ChatGPT Plus, cung cấp cho người dùng dịch vụ ổn định hơn, nhanh hơn cùng các tính năng tiên tiến so với bản miễn phí. Nhà phát triển cũng hé lộ về ChatGPT Professional, phiên bản cao cấp dành cho doanh nghiệp.
Đến ngày 4 tháng 12 năm 2022, OpenAI ước tính ChatGPT đã có hơn một triệu người dùng. Tính đến 31 tháng 1 năm 2023, ứng  đã đạt 100 triệu người dùng chỉ sau 2 tháng ra mắt. Reuters dẫn thống kê của Sensor Tower cho thấy nền tảng video ngắn TikTok cần 9 tháng sau khi phát hành toàn cầu để đạt 100 triệu người dùng, trong khi Instagram mất tới 2,5 năm, còn ứng dụng dịch Google Translate là 6,5 năm.
Sau khi phát hành ChatGPT, OpenAI được định giá 29 tỷ USD.

## Đón nhận, chỉ trích, và những vấn đề khác

### Phản ứng tích cực
- ChatGPT vào tháng 10 năm 2022 đã nhận được những đánh giá nói chung là tích cực; The New York Times đã gán nó danh hiệu "chatbot trí tuệ nhân tạo tốt nhất được phát hành ra quảng đại quần chúng trước giờ"[21] Samantha Lock của The Guardian ghi rằng nó có thể tạo văn bản "chi tiết một cách ấn tượng" và "giống con người".[22] 'Soạn giả' công nghệ Dan Gillmor đã sử dụng ChatGPT trong một bài tập của sinh viên và nhận thấy văn bản được tạo ra từ nó ngang tầm với những gì một sinh viên giỏi sẽ làm ra và cho rằng "giới học thuật có một số vấn đề rất nghiêm trọng phải đối mặt rồi".[23] Alex Kantrowitz của Slate ca ngợi việc ChatGPT chối bỏ các câu hỏi liên quan đến Đức Quốc xã, khi ông đề cập Adolf Hitler đã xây dựng đường cao tốc ở Đức, thì liền nhận được trả lời về việc sử dụng lao động cưỡng bức tại Đức Quốc xã.[24]
- Trong bài "Breakthroughs of the Year" (Bước đột phá của năm) cho năm 2022 của The Atlantic, Derek Thompson đã liệt ChatGPT vào hàng "sự bùng nổ của những AI tạo sinh" mà "có thể thay đổi đầu óc chúng ta về cách chúng ta làm việc, về cách chúng ta suy nghĩ, và về trí sáng tạo của con người thực sự là gì".[25]
- Kelsey Piper của Vox có viết rằng "ChatGPT là cái dẫn nhập ngay trên tầm tay đầu tiên cho công chúng thấy rằng AI hiện đại đã có sức mạnh đến nhường nào, và hệ quả là nhiều người chúng ta (đã phải sững sờ)" và bảo rằng "ChatGPT đủ thông minh để trở nên hữu ích bất chấp khiếm khuyết của mình". Trong một bài tweet, ông trùm công nghệ Elon Musk đã viết rằng "ChatGPT tốt đến đáng sợ. Cái ngày AI mạnh mẽ đến nguy hiểm đối với chúng ta không xa đâu".[26]
- Tổng thống Israel Isaac Herzog trở thành nhà lãnh đạo thế giới đầu tiên nhờ ChatGPT hỗ trợ viết bài phát biểu của mình trong khai mạc tại hội thảo về an ninh mạng Cybertech Global Tel Aviv 2023 ngày 1 tháng 2 năm 2023. Trước gần 20.000 khán giả, ông tiết lộ phần mở đầu do chính ChatGPT viết.[27]

### Phản ứng tiêu cực
- Trong một bài ý kiến vào tháng 12 năm 2022, nhà kinh tế học Paul Krugman có viết rằng ChatGPT sẽ ảnh hưởng đến nhu cầu lao động tri thức.[28] James Vincent của The Verge coi sự thành công gây xôn xao của ChatGPT là bằng chứng cho thấy trí tuệ nhân tạo đã trở thành xu hướng chủ đạo.[10] Nhiều ký giả có nhận xét về xu hướng bị ảo giác của ChatGPT (đưa ra câu trả lời sai nhưng lại rất tự tin).[29] Mike Pearl của Mashable đã thử nghiệm ChatGPT với nhiều câu hỏi. Trong một ví dụ, ông yêu cầu mô hình đấy đưa ra "quốc gia lớn nhất ở Trung Mỹ mà không phải là Mexico". ChatGPT đã trả lời là Guatemala, nhưng mà đáp án phải là Nicaragua mới đúng.[30] Khi CNBC hỏi ChatGPT về ca từ bài hát "The Ballad of Dwight Fry", ChatGPT lại bịa ra lời nhạc thay vì đưa ra lời bài hát thực tế.[31] Ở chiều ngược lại, các nhà nghiên cứu được The Verge dẫn ra đã so sánh ChatGPT với một "con vẹt ngẫu nhiên (stochastic)",[32] giống với nhận xét của Giáo sư Anton Van Den Hengel từ Viện Học Máy Úc.[33]
- Vào tháng 12 năm 2022, website hỏi đáp Stack Overflow đã cấm sử dụng ChatGPT để tạo câu trả lời cho các câu hỏi, với lý do các câu trả lời từ ChatGPT có tính chất thường hay bị sai mặc dù trông rất đúng.[1]
- Nhà kinh tế Tyler Cowen bày tỏ lo ngại về ảnh hưởng của nó đối với nền dân chủ, dẫn ra viễn cảnh người ta viết bình luận tự động nhằm tác động lên quá trình quyết định các quy định mới.[34] The Guardian có đặt câu hỏi là sau khi ChatGPT được phát hành thì liệu ta có thể thực sự tin tưởng vào bất kỳ nội dụng nào trên Internet hay không và kêu gọi chính phủ ban hành quy chế.[35]
- Axe Sharma của Bleeping Computer có ghi rằng ChatGPT có khả năng viết phần mềm độc hại và email lừa đảo.[36] CEO của OpenAI, người tạo ra ChatGPT, Sam Altman, có viết rằng phần mềm tiên tiến có thể dấy lên "(ví dụ như) rủi ro an ninh mạng rất lớn" và cũng tiếp tục dự đoán là "chúng ta có thể đạt được 'trí tuệ nhân tạo tổng quát' đích thực trong thập kỷ tới, vì vậy chúng ta cũng phải cực kỳ nghiêm túc mà nhận lấy rủi ro về điều đó".[18]
- Ngày 31 tháng 3 năm 2023, Ý trở thành quốc gia đầu tiên tại Liên minh châu Âu cấm ChatGPT. Cơ quan bảo vệ dữ liệu Ý ban bố lệnh cấm cho đến khi ChatGPT tôn trọng quyền riêng tư, đồng thời mở cuộc điều tra đối với OpenAI do lo ngại về cách công ty này xử lý dữ liệu người dùng. Động thái này được đưa ra sau sự cố ChatGPT làm lộ dữ liệu người dùng và phải tạm đóng dịch vụ trong thời gian ngắn hôm 20 tháng 3.[37]

### Tác động đến nền giáo dục
- Trên The Atlantic, Stephen Marche ghi rằng người ta vẫn chưa hiểu rõ được ảnh hưởng của nó lên giới học thuật và đặc biệt nhất là lên cơ chế bài luận xét tuyển nó như thế nào.[38] Giáo viên trung học California và tác giả Daniel Herman có viết rằng ChatGPT sẽ mở ra "Dấu chấm hết cho tiếng Anh trung học".[39]
- Ở Nature, Chris Stokel-Walker chỉ ra rằng giáo viên nên quan ngại về việc giờ đây học sinh sẽ nhờ ChatGPT viết hộ bài tập chứ không tự làm nữa, nhưng cũng bảo rằng các nhà cung cấp dịch vụ giáo dục sẽ phải thích nghi để đề cao tư duy phản biện hoặc suy luận, những thứ mà ChatGPT chưa thể làm được, trong bài tập cho học sinh.[40]
- Emma Bowman tại NPR ghi nhận sự nguy hiểm về việc học sinh đạo văn từ công cụ này khi mà nó có thể cho ra văn bản mang thiên kiến hoặc vô nghĩa nhưng lại mang giọng điệu có thẩm quyền.[41]

## "Vượt rào"
ChatGPT được huấn luyện để từ chối các prompt có thể vi phạm chính sách nội dung của nó. Tuy nhiên, một số người dùng đã vòng qua được những giới hạn và hạn chế này thông qua những kỹ thuật như prompt engineering. Việc "vượt rào" như vậy mở ra con đường cho phép người dùng thao túng ChatGPT đưa ra những output có thể bị người ta coi là xúc phạm, không phù hợp, hoặc có nguy cơ gây hại cho xã hội. Sau đây bao gồm một số phương pháp được sử dụng để đi vòng qua bộ lọc của ChatGPT:
1. Bảo ChatGPT tiếp nối một lời phát biểu nào đó trong một cuộc phỏng vấn giả nào đó.
2. Hướng dẫn cho nó tắt bộ lọc trò chuyện đi.
3. Gợi nhắc (prompt) nó giải mật mã một tin nhắn chứa hướng dẫn rồi làm theo nội dung đó.
4. Bảo nó đóng vai một chiếc máy tính và xuất hiển thị của nó dưới dạng tranh ASCII.